# Planetarium von Pensa

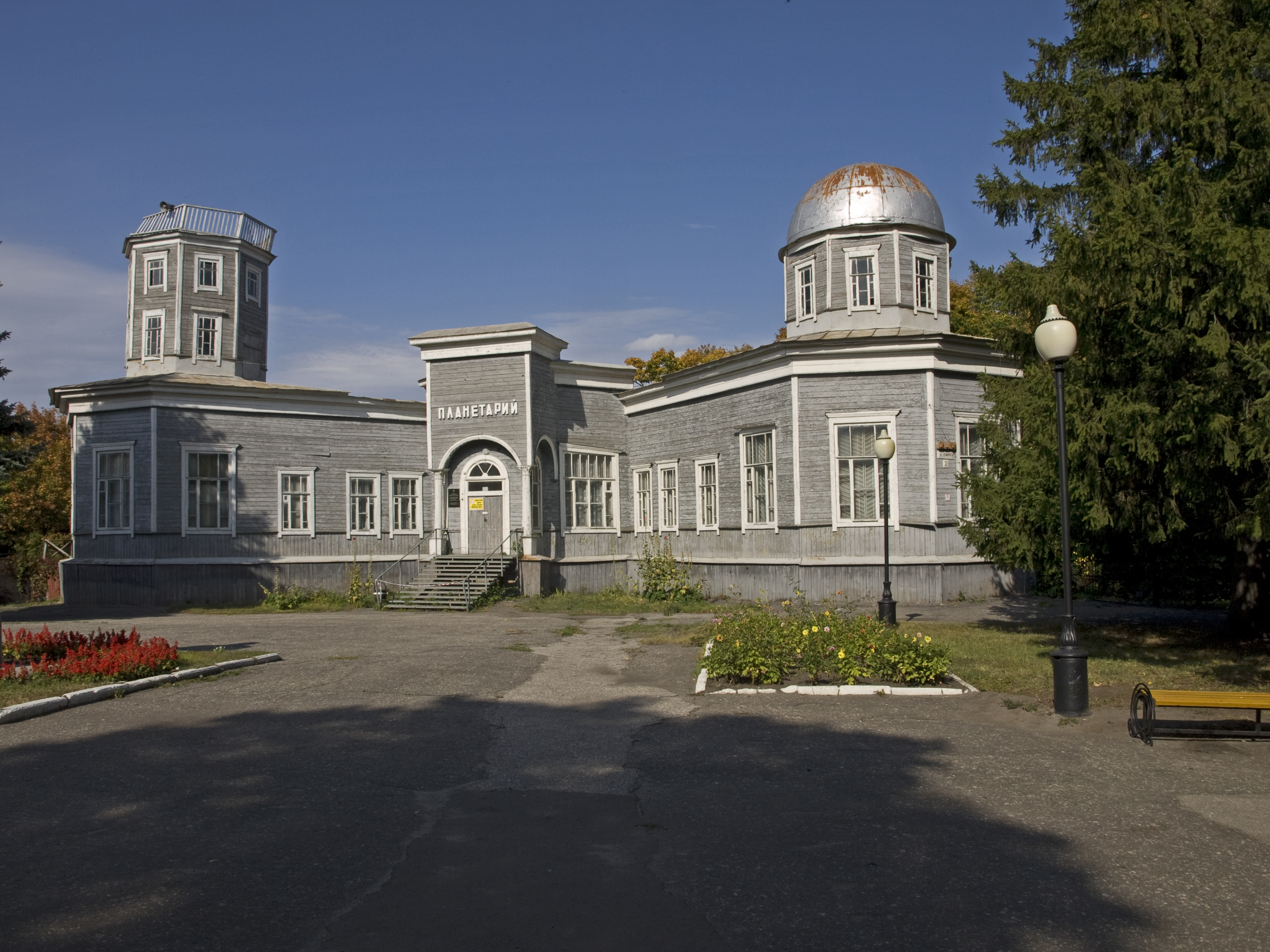
Planetarium von Pensa, 2015

Das Planetarium von Pensa befindet sich in Pensas Stadtpark und gilt als lokal bedeutsames historisches und kulturelles Monument. Es wurde 1954 in einer älteren hydrometeorologischen Einrichtung installiert.
Das Planetarium ist derzeit geschlossen. Neueröffnung und Abbruch werden diskutiert.

## Geschichte
Ab 1855 fanden in Pensa astronomische und meteorologische Untersuchungen statt; damals begann der Physik- und Mathematiklehrer Ilya Ulyanov, der Vater von Wladimir Iljitsch Lenin, im Auftrag von Nikolai Lobachevsky von der Universität Kasan systematische Beobachtungen der Erdatmosphäre.
1928 wurde im Stadtpark von Pensa, am Ende der Straße Mira, zur Erinnerung an Ilya Ulyanov ein aus Holz erbautes Volksobervatorium eingerichtet, das später zum aktuellen Planetarium erweitert wurde. Vor dem Planetarium wurde zeitweise eine Statue von Lenin und Stalin, später nur noch eine Lenin-Statue aufgestellt. Aktuell findet sich keine Statue vor dem Gebäude.

### Technik und Museum des Planetariums

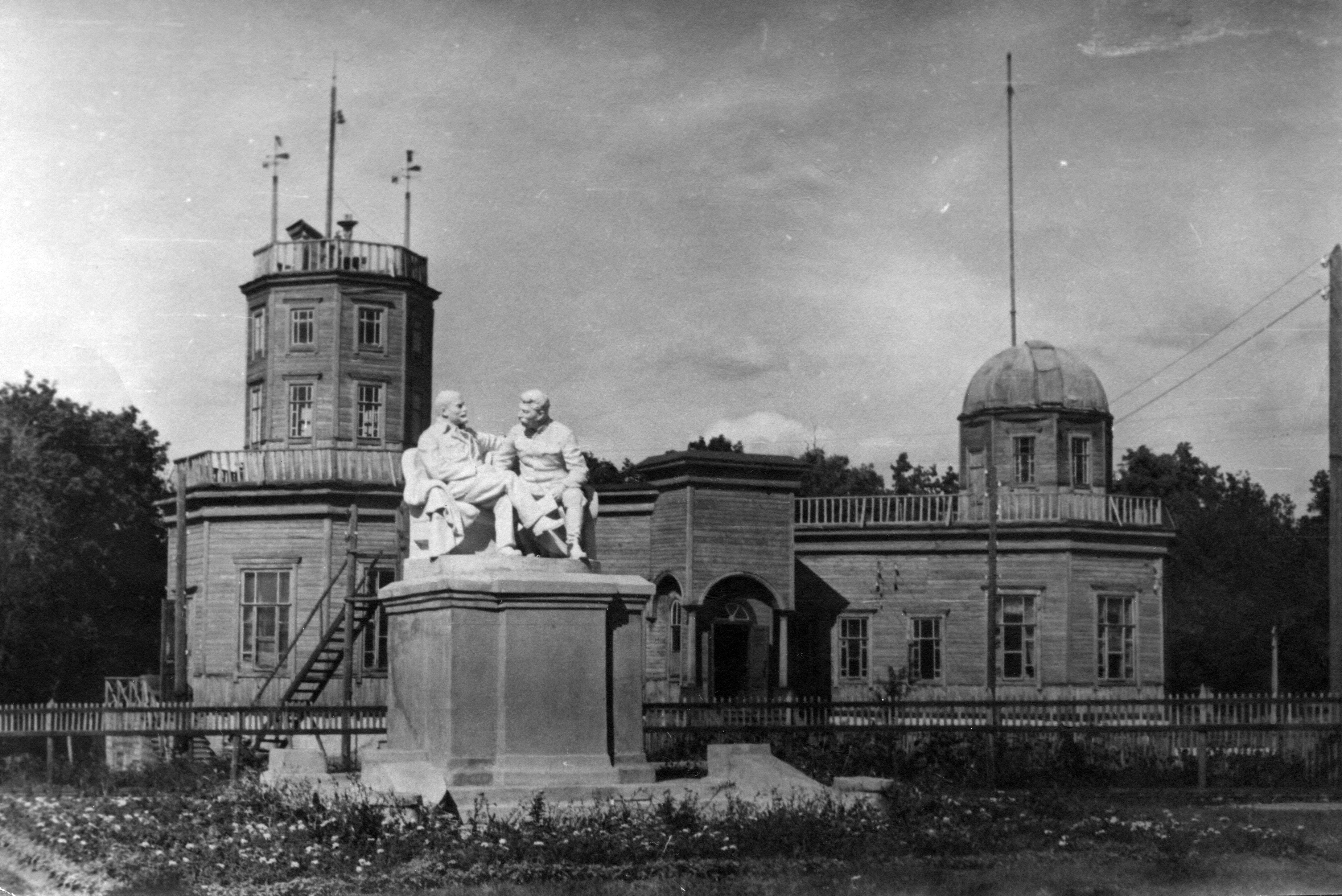
Das Planetarium, davor eine Statue Lenins und Stalins, 1956

Die ersten Gerätschaften wurden 1954 montiert. 1975 wurde ein deutscher Zeiss-Projektor eingebaut, der die Projektion von bis zu 6.000 Sternen ermöglichte.
Auf dem 22 m hohen Turm des Planetariums befindet sich ein 12-Zoll-Teleskop mit einer 800fachen Vergrößerung.
Das Planetarium verfügt über historische Aufzeichnungen und Artefakte, die in seinem Museum ausgestellt werden. Hier finden sich u. a. Meteoriten, Ulugh Begs Quadrant und ein Foucaultsches Pendel. In der Raumfahrthalle finden sich Modelle des Sputnik 1, des ersten künstlichen Erdsatelliten, sowie der Raumstationen Salyut 1 und Mir.
Um das Planetarium herum finden sich im Park verschiedene alte astronomische Werkzeuge, darunter auch Sonnenuhren und Erdgloben.